# Łuny w Bieszczadach
Łuny w Bieszczadach (pierwotnie zamierzony tytuł Tak było w Bieszczadach) – powieść wojenna Jana Gerharda, wydana po raz pierwszy w 1959, przedstawiająca obraz walk toczących się na terenie Bieszczadów w latach 1944–1947 pomiędzy siłami polskimi a oddziałami UPA. 
Powieść była drukowana w dzienniku „Nowiny Rzeszowskie” od 5 grudnia 1959 do 25 maja 1960.
Na kanwie tej powieści Ewa i Czesław Petelscy zrealizowali w 1961 dramat wojenny Ogniomistrz Kaleń (1961).
Powieść miała w sumie 12 wydań, osiągając ponad 500 tysięcy sztuk nakładu. W czasach PRL książka zatwierdzona była przez Ministerstwo Oświaty i Szkolnictwa Wyższego jako lektura w liceach ogólnokształcących, technikach i zasadniczych szkołach zawodowych.
Treść książki została poprzedzona zdaniem: Losy ludzkie są kręte jak drogi i ścieżki w Bieszczadach, zawsze jednak los człowieka zależy od drugiego człowieka.

## Fabuła
Fabuła książki opowiada historię kapitana Jerzego Ciszewskiego, dowódcy jednego z batalionów pułku podpułkownika Tomaszewskiego (następnie majora Grodzickiego). Z kapitanem Ciszewskim związanych jest wiele wątków, między innymi jego miłosne przygody z Barbarą, Ewą, oraz Ireną Grodzicką (żoną przełożonego), ponadto poznajemy dowódców, innych oficerów i podoficerów: majora Premingera, porucznika Turskiego. Bohaterowie drugiej strony barykady to dowódca oddziału NSZ, major Żubryd oraz dowódcy oddziałów UPA: kurinny Ren i rejonowy prowidnyk Ihor.

## Niezgodności historyczne
Już w trakcie druku książki w „Nowinach Rzeszowskich”, w liście do redakcji Michał Jakubowicz, opierając się na historycznym charakterze książki z autentycznym bohaterami, zarzucił autorowi niezgodność z faktami w odniesieniu do wydarzeń w Ropience. W odpowiedzi na łamach tej gazety Jan Gerhard stwierdził, że jego książka nie jest historią walk z bandami UPA i WiN w Bieszczadach, a tylko powieścią osnutą na tle tych walk, a czytelnik nie powinien w niej szukać zbieżności nazwisk bohaterów ani nazw miejscowości. Niemniej w posłowiu powieści autor stwierdził, iż książkę napisał w oparciu o własne wspomnienia, oraz że wydarzenia opisane w książce są prawdziwe.
Powieść, mimo iż oparta na prawdziwych wydarzeniach, znacznie przeinacza lub rozmywa fakty. Zawarto w niej np. twierdzenia, że znikanie całych wsi w Bieszczadach (m.in. Jaworzec, Ustrzyki Górne, Brzegi Górne), spowodowane jest tylko i wyłącznie terrorem UPA, bez związku z przymusowymi przesiedleniami. Ponadto razem z „bandytami z lasów” w jednym szeregu stawiani są spekulanci (na ogół członkowie PSL), zwolennicy Stanisława Mikołajczyka, oraz Amerykanie. Z kolei tzw. referendum ludowe z roku 1946 zostaje ukazane jako przeprowadzone w sposób całkowicie demokratyczny, a generał Świerczewski (ani razu jednak nie wymieniony z nazwiska) – jako mąż stanu i posiadający niesłychany autorytet u żołnierzy bohater. Opisywane w utworze zbrodnie UPA nie są całkowicie fikcyjne, w rzeczywistości we wskazanych miejscach i czasie miały miejsce potyczki między UPA a LWP.
W książce została przedstawiona postać ppłk. Teodora Rajewskiego, ze szczegółami odpowiadającymi jego biografii, jednak oficer ten został określony jako Rojewski. Ponadto w treści jest przywołany np. major Preminger (zob. Abraham Preminger).

## Wydania
- 1960 – Wydawnictwo MON (ss. 635)
- 1964 – Wydawnictwo MON (2 tomy)
- 1968 – (ss. 592)
- 1969 – Wydawnictwo MON (ss. 591)
- 1973 – Wydawnictwo Lubelskie (ss. 583)
- 1974 – Wydawnictwo MON, seria: Biblioteka Literatury XXX-lecia
- 1975 – Wydawnictwo Lubelskie (2 tomy)
- 1977 – Wydawnictwo Lubelskie (ss. 583), nakład 50 tys. plus 270 egz.
- 1980 – wyd. XI, Wydawnictwo Lubelskie (ss. 583)